# Magma Arte & Congresos
Magma Arte & Congresos es un complejo arquitectónico situado en Adeje (Tenerife, Canarias, España). 

## Descripción

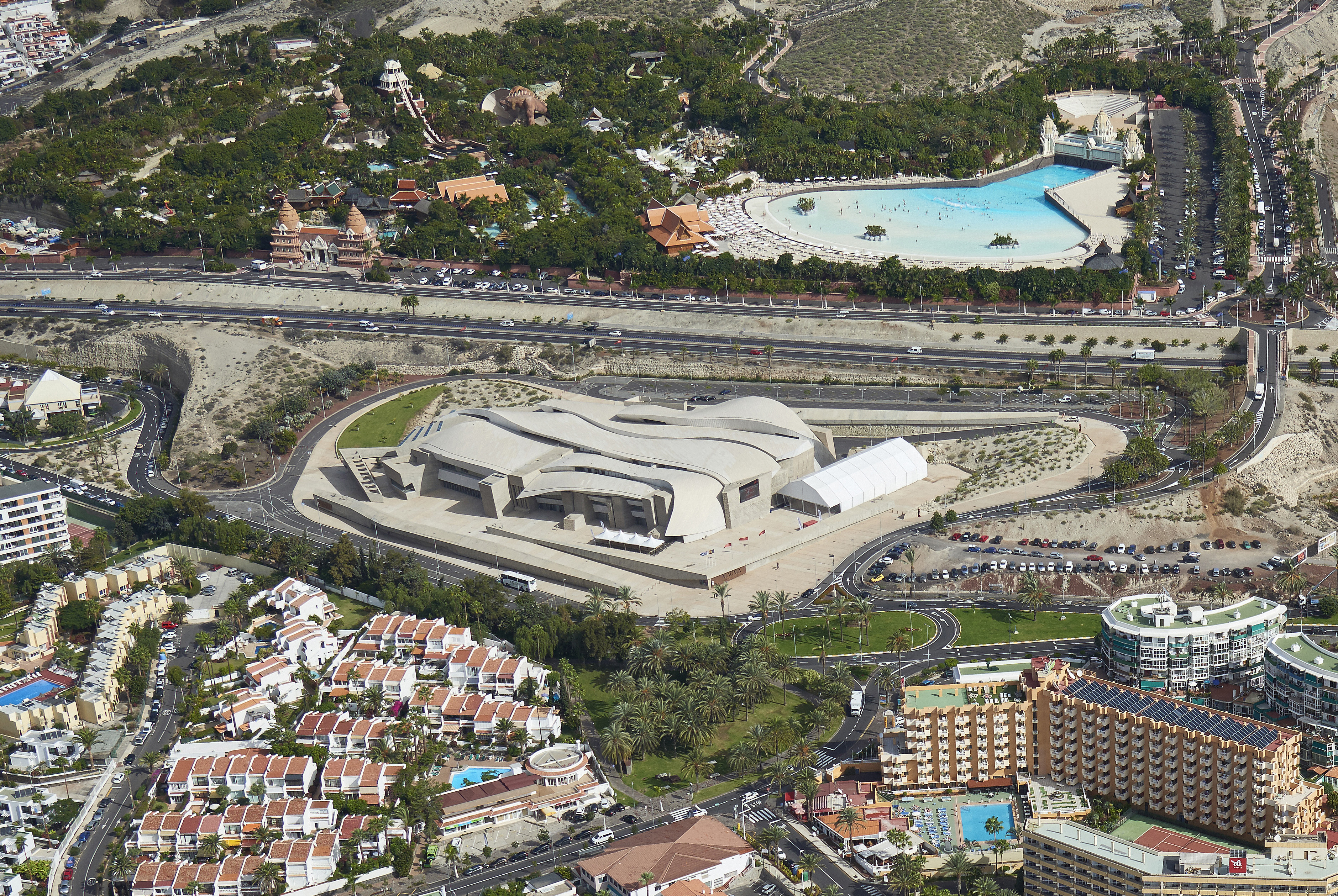
Vista aérea del edificio.

Magma Arte & Congresos es un edificio multidisciplinar capaz de desenvolverse como centro de congresos o de convenciones, y también como sede para la realización de actividades culturales como exposiciones, conciertos de música clásica, teatro y ópera. Esa versatilidad la dispone gracias no sólo a los diferentes espacios que integra en sí, sino también a que su diseño ofrece la posibilidad de subdividir sus salas mediante paneles móviles para ajustarse a las necesidades precisas que cada acto pueda requerir. El conjunto fue inaugurado oficialmente por los Reyes de España el 22 de noviembre de 2005.

## Datos técnicos
La infraestructura de 22 000 metros cuadrados, obra del estudio de arquitectos formado por Felipe Rufino, Fernando Menis y José María Rodríguez, supuso una inversión de 30 millones de euros. El proyecto fue dirigido por el arquitecto Fernando Menis a lo largo de toda la evolución del edificio, quien fue adaptando este a las nuevas ideas de diseño que permitieron transformar los muros del proyecto inicial en módulos cerrados, así como la cubierta con el fin de mejorar la capacidad acústica del edificio. Menis, al iniciar en 2004 una nueva etapa en su trayectoria profesional tras treinta años de actuación con sus antiguos socios, se involucró de forma individual en el edificio hasta su inauguración el 22 de noviembre de 2005.
El inmueble está compuesto por doce monolitos de hormigón, algunos del tamaño de pequeños edificios, que forman un rudo cerco al modo de un Stonehenge o los baluartes de una fortaleza, y que sujetan los volúmenes ondulantes de las cubiertas, formas abstractas y ligeras acabadas con paneles de fibra-cemento y zinc. En su diseño se combina el hormigón con la piedra chasnera (una roca volcánica de coloración clara típica de esta zona) que sus creadores interpretan como una erupción volcánica. Además, las diversas formas onduladas de su techo, también a juicio del estudio de arquitectos, simulan a las olas del mar. El edificio recibe luz y ventilación natural a expensas de diferentes lucernarios orientados hacia el norte. A partir de febrero del 2014 este edificio está gestionado por la Sociedad Blue Marketing Events, S.L. por un periodo de 20 años (2014-2034).

### Premios y reconocimientos
El centro Magma Arte & Congresos ha recibido algunos premios sobre la base de sus méritos arquitectónicos, entre ellos destaca el Premio de Arquitectura de Canarias que recibió en su edición 2004-2005 que concede el Colegio Oficial de Arquitectos de Canarias y, en 2007, el premio de Arquitectura Accesible que otorga el Cabildo de Tenerife. Además fue nominado en 2007 para el Premio Europeo de Arquitectura Mies van der Rohe y para el Premio de Arquitectura Española. La infraestructura ha sido además objeto de atención pormenorizada de publicaciones especializadas del ramo, como Arquitectura Viva (España), Architectural Record (Estados Unidos) y Techniques et Architecture (Francia).

## Espacios y salas
- La sala principal tiene 2840 metros cuadrados, un aforo de 4800 personas y un escenario de 300 metros cuadrados.[1]

- El hall y atrium tiene 1219 metros cuadrados y dispone de zona de exposiciones, cafetería, guardarropa, secretaría, almacén y taquilla entre otros espacios.[1]

- La sala alta (planta primera) tiene 1865 metros cuadrados y se puede dividir en 5 salas con capacidad de hasta 300 personas cada una.[1]

- El ámbito de expo exterior tiene 4500 metros cuadrados y es un espacio exterior multiuso que permite el montaje de carpas y escenarios.[1]

Las dependencias del edificio se completan con una sala vip, una sala de prensa, una sala de plenos y dos aparcamientos: uno subterráneo de 1003 metros cuadrados y otro en superficie con 144 plazas para vehículos y 10 autocares.

## Ubicación
Se encuentra emplazado en la Avenida de los Pueblos del municipio de Adeje, en plena zona turística del sur de Tenerife, en Costa Adeje. Cuenta de esa manera con una nutrida oferta hotelera, de ocio y restauración en sus proximidades. Está bien comunicado con la autopista del Sur de Tenerife, salida 28.

## Visitas ilustres
El 24 de junio de 2011, el Magma Arte & Congresos recibió la visita de Neil Armstrong con motivo del homenaje que se le dedicó al cosmonauta ruso Yuri Gagarin y más en concreto la conmemoración el 50 aniversario del vuelo Vostok 1 del 12 de abril de 1961 con el que Yuri Gagarin conquistó el espacio.